# بي سي إم
بي سي إم (بالفرنسية PCM par cent mille)، تعني لكل مئة ألف، وهي وحدة قياس التفاعلية في الحسابات النيوترونية الحرجة للمفاعل النووي.
يمكن القول أيضاً أنها تكافيء 1 ميللي% أو (%1m)